# Cristo (nome)
Cristo  è un nome proprio di persona italiano maschile.

## Varianti
- Femminili: Crista[1][2]

### Varianti in altre lingue
- Catalano: Crist[3]
- Greco moderno: Χρηστος (Chrīstos)[4], Χριστος (Christos)[4]
- Inglese: Christ[4][5]
- Latino: Christus[2][5]
- Greco biblico: Χριστός (Christós)[2][4]
- Spagnolo: Cristo[3]

## Origine e diffusione

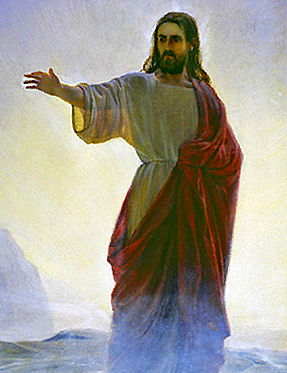
Gesù Cristo disegnato da Carl Bloch

Riprende il titolo "Cristo", il principale epiteto di Gesù di Nazareth; etimologicamente deriva, tramite il latino Christus, dal greco Χριστός (Christós, "unto [dal Signore]"), a sua volta da χρῑ́ειν (khríein, "ungere"), ed è una traduzione diretta dell'ebraico מָשִׁיחַ (māšīaḥ, da cui "Messia"), di identico significato.
In virtù della sua natura, del suo simbolismo e del suo significato, il nome non è quasi mai stato adottato per le persone, un uso che verrebbe generalmente percepito come sacrilego (specie nei paesi cattolici); in Italia, ad esempio, è rarissimo, e attestato sporadicamente solo in alcune grandi città. Da Cristo derivano però alcuni nomi teoforici, alcuni dei quali ben diffusi, quali Cristiano, Cristina, Cristoforo e Gilchrist. Va notato, a margine, che anche la maggioranza dei nomi che all'apparenza sembrano varianti di Cristo sono in realtà abbreviazioni o varianti di altri nomi, come Christa (un ipocoristico tedesco, danese e inglese di Cristina), Христо (Hristo, ipocoristico bulgaro e macedone di Cristoforo) oppure Χρήστος (Chrīstos), un nome greco dall'origine del tutto differente.

## Onomastico
L'onomastico si può festeggiare in occasione di varie ricorrenze legate a Gesù Cristo, come ad esempio il Natale.